# Theo van Gogh (réalisateur)
Pour le frère du peintre Vincent van Gogh, voir Théodorus van Gogh. Pour les autres articles homonymes, voir Van Gogh (homonymie).
Theo van Gogh, né le 23 juillet 1957 à La Haye et mort assassiné le 2 novembre 2004 à Amsterdam, est un réalisateur néerlandais. Son meurtre par un islamiste provoque une émotion considérable aux Pays-Bas et un questionnement sur la politique d'immigration menée par les autorités, deux ans après le meurtre de Pim Fortuyn. La publication des caricatures de Mahomet du journal Jyllands-Posten en septembre 2005 en est une des suites.

## Biographie

### Parcours
Theo van Gogh naît à La Haye ; il est l'arrière-petit-fils de Théodore van Gogh, le frère du peintre Vincent van Gogh. Son père, Johan van Gogh, faisait partie des services secrets néerlandais.
Il abandonne l'école et débute dans le cinéma en produisant son premier film Luger (1982). Deux de ses films furent récompensés par un Gouden Kalf (l'équivalent néerlandais d'un césar ou d'un Jutra) : Blind Date (1996) et In het belang van de staat (Dans l'intérêt de l'État, 1997). Il est aussi acteur dans De noorderlingen (Les Habitants, 1992, d'Alex van Warmerdam).

### Controverses
Ses propos sur « la préoccupation juive autour d'Auschwitz » provoquent une vive indignation de la part de nombreux intellectuels juifs. Critiqué par l'historienne hollandaise juive Evelien Gans, il écrit dans le magazine Folia Civitatis : « Je pense que madame Gans fait des rêves érotiques où elle se fait baiser par Josef Mengele ». En 1991, il est condamné à une amende pour ses propos dans le magazine Moviola où il parle d'« étoiles jaunes copulant dans la chambre à gaz » et l'« odeur de caramel » qu'il sent alors qu'on brûle des Juifs diabétiques. En 1995, une autre plainte suit un éditorial dans lequel il reprend la formule de l'écrivain Robert Loesberg qui qualifie Jésus de « poisson pourri de Nazareth ».
Vers la fin de sa vie, ses provocations s'attaquent principalement à l'islam et aux musulmans qu'il surnomme des « baiseurs de chèvre ». En 2004, il réalise, en collaboration avec Ayaan Hirsi Ali, sur la base d'un scénario de celle-ci, Submission, un court métrage dénonçant la soumission des femmes dans l'islam. Ce film leur a valu de nombreuses menaces de mort.

### Assassinat

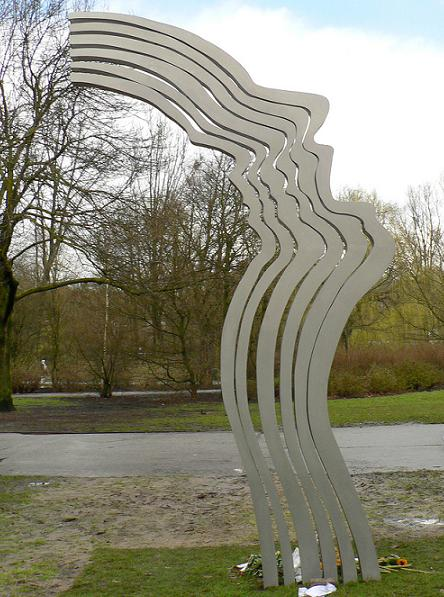
La statue De Schreeuw.

Le 2 novembre 2004, Mohammed Bouyeri, un Néerlandais d'origine marocaine, blesse Van Gogh avec une arme à feu dans un lieu public, puis l'achève en tirant de nouveau. Huit balles auront atteint le réalisateur, avant que le jeune homme ne l'égorge. Il lui plante ensuite deux couteaux dans la poitrine dont l'un porte sur la garde une lettre adressée à Ayaan Hirsi Ali. 
Theo van Gogh avait réalisé deux mois plus tôt un court-métrage intitulé Submission avec Ayaan Hirsi Ali. Cette première partie montrait des femmes passant d'une soumission totale à Dieu à un dialogue avec lui sur un ton de défi. Elles regardent franchement Allah et lui avouent que si la soumission à sa loi est source de tant de malheurs, s'il n'intervenait pas, elles cesseraient de se soumettre.
En souvenir de Theo van Gogh, une statue appelée De Schreeuw (le Cri), œuvre de Jeroen Henneman, est dévoilée le 18 mars 2007. Elle est placée dans l'Oosterpark, à l'ouest du Dapperbuurt à Amsterdam. Un parc dans le quartier d'IJburg, inauguré en 2008, porte également son nom (Theo van Goghpark).
En 2006, Ian Buruma écrit un livre On a tué Theo Van Gogh : Enquête sur la fin de l'Europe des Lumières, dans lequel il s'interroge sur les raisons des tensions politico-religieuses aboutissant au crime du 2 novembre 2004.

## Filmographie
- 1982 : Luger
- 1984 : Een dagje naar het strand (Day at the beach, « Une journée à la plage »)
- 1986 : Charley
- 1987 : Terug naar Oegstgeest ( Back to Oegstgeest, « Retour à Oegstgeest »)
- 1989 : Loos (Wild, « Sauvage »)
- 1992 : Les Habitants (De Noorderlingen)
- 1993 : Vals licht (False Light, « Lumière fausse »)
- 1993 : Ilse verandert de geschiedenis (Ilse Changes History)
- 1994 : 06
- 1994 : Reunie (Reunion, « Réunion »)
- 1994 : Eva
- 1994 : Een galerij: De wanhoop van de sirene (A Gallery: The Despair of the Siren, « Une galerie : le désespoir de la sirène »)
- 1995 : De Eenzame Oorlog Van Koos Tak (Koos Tak's Lonely War)
- 1996 : Blind Date
- 1996 : Hoe ik mijn moeder vermoordde (How I Killed My Mother, Comment j'ai tué ma mère)
- 1997 : In het belang van de staat (In the Interest of the State)
- 1997 : Au! (Ouch)
- 1998 : De Pijnbank (The Torture Bench)
- 2001 : Baby Blue
- 2001 : De nacht van Aalbers (Aalbers's Night)
- 2002 : Najib en Julia
- 2003 : Interview
- 2004 : Zien (Seeing)
- 2004 : Submission
- 2004 : Cool
- 2004 : 0605
- 2004 : Euroquiz, court-métrage, part du film Visions of Europe.
- 2005 : Medea
- 2005 : Bad (inachevé, le tournage était prévu pour 2005)